# スプレィンギサンドゥル
スプレィンギサンドゥル (氷語: Sprengisandur、「吹き出す砂原」の意) はアイスランド語の単語で、3つの意味を持つ。
1. アイスランド中央高地の、ホーフス氷河とヴァトナ氷河にはさまれた地域
2. 上の地域を通る道路

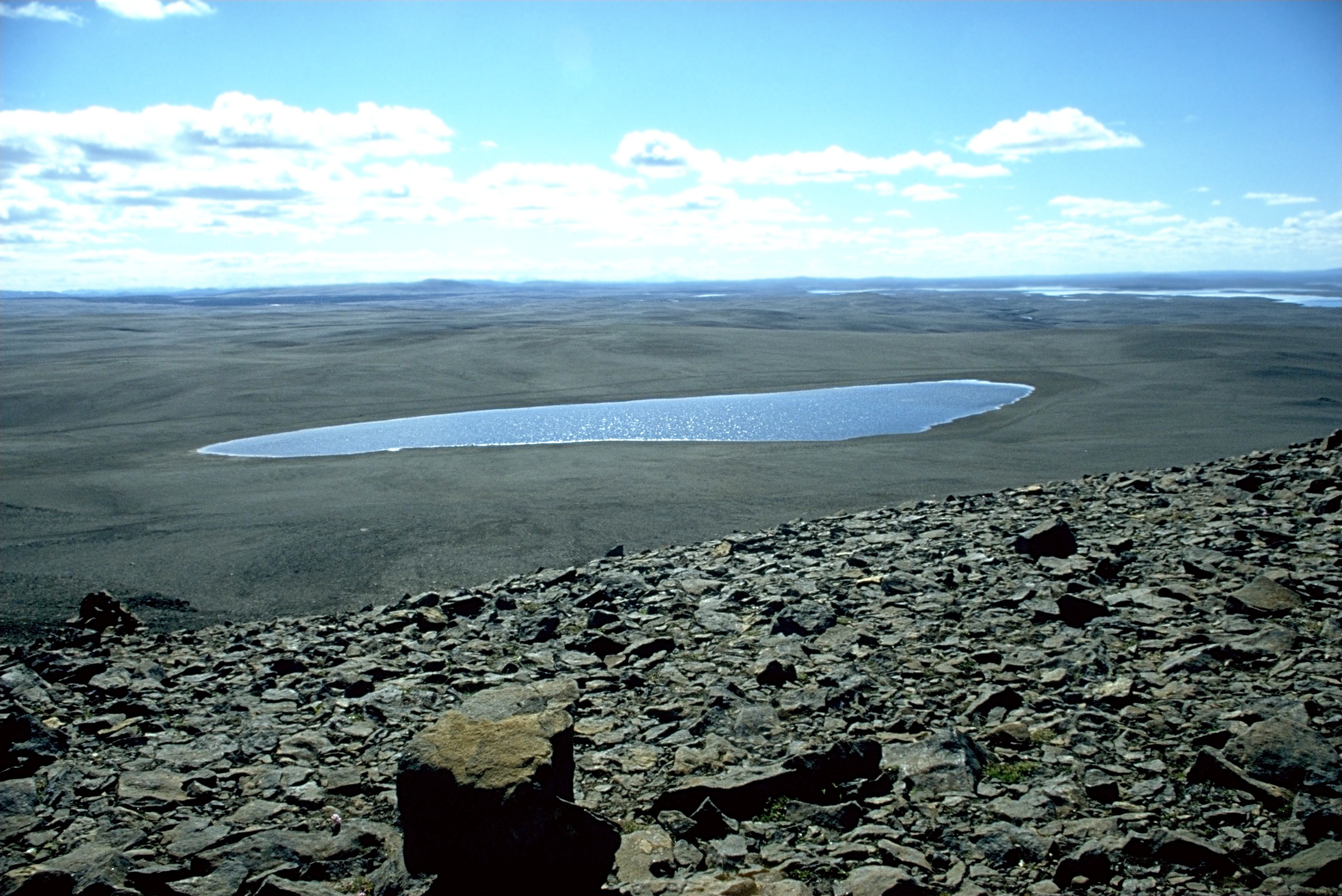
沿線の風景

3. 上の道路に近い（がつながってはいない）、滑走路が二つある小さな離着陸場 (ICAO: BISP)
上の 2. が意味するスプレィンギサンドゥル高原道路は総延長約200kmの、アイスランド最長の道路である。南端はヘクラ火山の近くで、そこからはランドマンナロイガル (en) に続く道が別に延びている。
アイスランド島の南北も結ぶ道として、スプレィンギサンドゥル道も、キョルル道とカルディダールル道と同様に非常に長い歴史を持ち、アイスランドに人が住み始めたごく初期からその記述がある。しかし天候の変わりやすさ (夏でも雪が降ることがある) や溶岩原の広がる殺風景さなどから、快適な道路とは言えない。

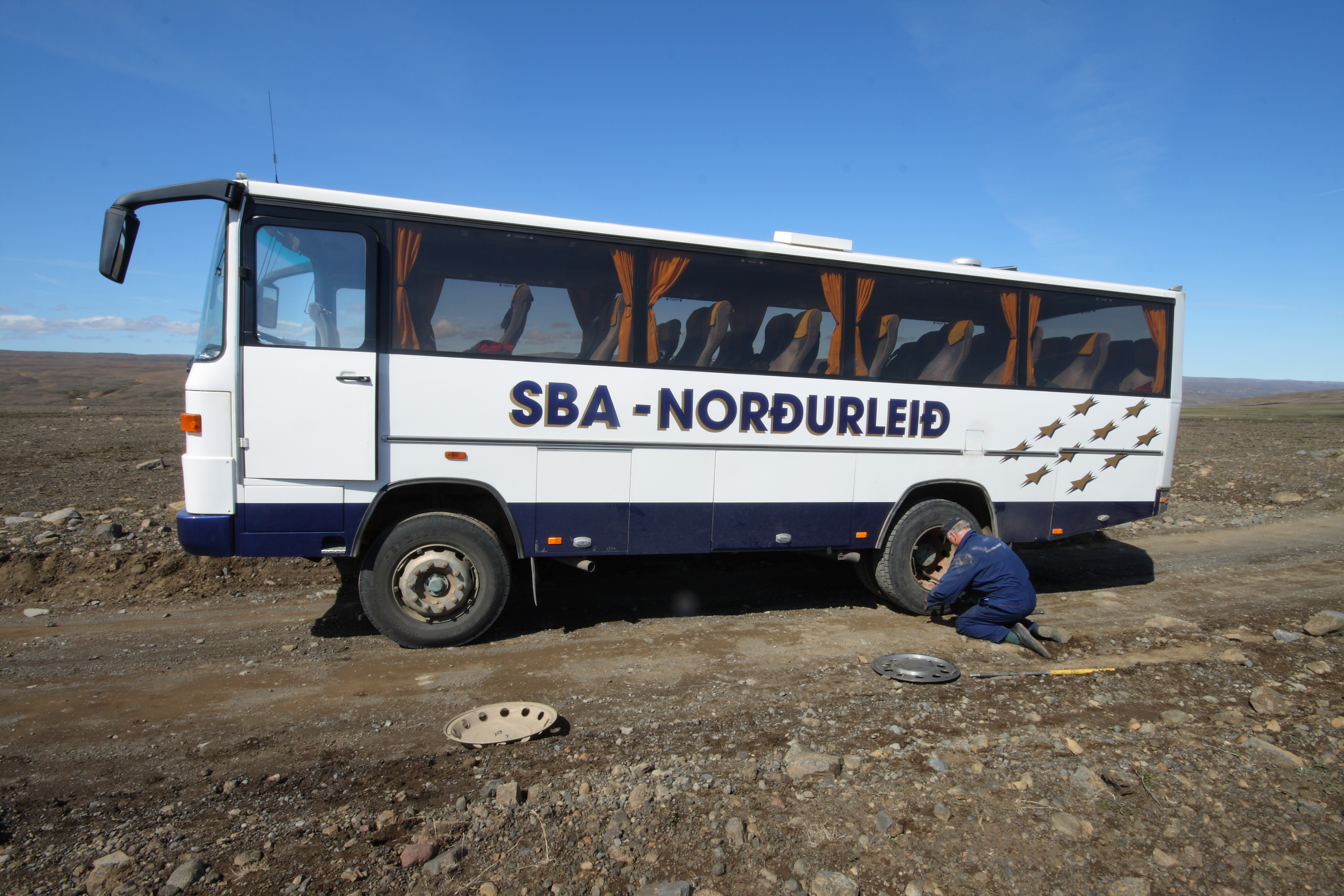
夏季に運行されている、スプレィンギサンドゥルを通るバス

## 語源
決して実り豊かな土地とは言えない中央高地では、人びとは、水や草を自分たちや家畜のために得るために、馬に乗ってあちこち飛び回る (英: spring) 必要があった。この英語の spring と同源ではないかと言われている。また加えて当時、この地域では幽霊や山賊がでるといううわさ話がいつもあり、スプレィンギサンドゥルを通ろうする人は少なかった。そのことはアイスランドの古い民謡 Á Sprengisandi に歌われている。

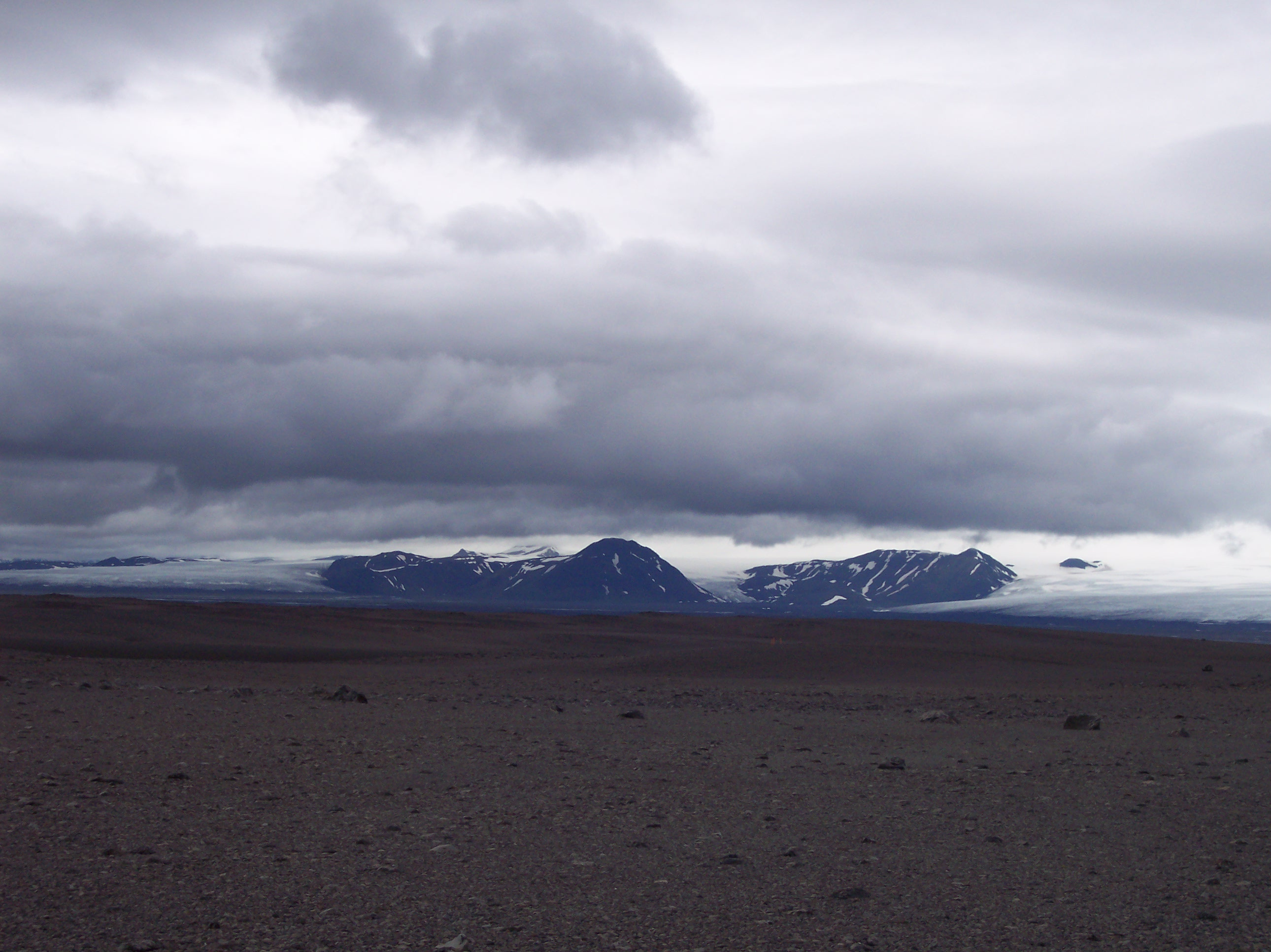
Nýidalur から見たホーフス氷河

スプレィンギサンドゥルの途中には小さなオアシスがあり、そこにはアイスランド・ハイキング・クラブが設置した小屋ニーダールル (Nýidalur、ニー渓谷の意) がある。